# Magyar György (labdarúgó, 1948)
Magyar György (Csanádpalota, 1948. december 20. – 2006. április 13.) labdarúgó, hátvéd. Fia ifjabb Magyar György szintén labdarúgó.

## Pályafutása
Szegeden kezdte a labdarúgást. Az Újszegedi TC-ben játszott utánpótlás játékosként. 1968-tól a SZEAC játékosa lett.A z élvonalban 1968. április 14-én mutatkozott be a Diósgyőri VTK ellen, ahol 3–3-as döntetlen született. 1974-től két évig a Szarvas csapatában szerepelt. Ezt követően a Szegedi Dózsa együttesében játszott. Az élvonalban 66 mérkőzésen szerepelt és két gólt szerzett.